# Sprogkode
Sprogkode en entydig kode til angivelse af et sprog.
Sprogkoder kan være hensigtsmæssige i mange sammenhænge og benyttes ofte inden for informationsteknologi.

## ISO-sprogkoder
ISO-standarden ISO 639 lister to sprogkoder på henholdsvis to bogstaver kaldet ISO 639-1 og tre bogstaver ISO 639-2.
ISO 639-1 indeholder 185 sprog i forhold til ISO 639-2 med 495 sprog (status 5. marts 2004).
Mange sprog har mindre forskelle alt efter hvilket land de tales i, hvilket der kan tages højde for ved at kombinere en generel sprogkode med en landekode til en mere specifik sprogkode. Landekoden er på to store bogstaver hentet fra ISO-standarden ISO 3166.
| Sprog                   | ISO 639-1 | ISO 639-2 | ISO 639-1/ISO 3166 |
| ----------------------- | --------- | --------- | ------------------ |
| Dansk i Danmark         | da        | dan       | da-DK              |
| Nynorsk i Norge         | nn        | nno       | nn-NO              |
| Bokmål i Norge          | nb        | nob       | nb-NO              |
| Portugisisk i Portugal  | pt        | por       | pt-PT              |
| Portugisisk i Brasilien | pt        | por       | pt-BR              |

## Andre sprogkoder
Inden for informationsteknologi benyttes ofte forskellige properitære sprogkoder. Der findes blandt andet eksempler på brug af landekoden for telefoner til angivelse af sprog, hvilket ikke er hensigtsmæssigt, da der sagtens kan tales flere sprog inden for samme land og flere lande taler samme sprog.